# Скален чук
Скалният чук е специален чук, използван в алпинизма, скалното катерене и спелеологията за забиване и вадене на скални клинове, обработка на цепнатини, заглаждане остри краища на скални ръбове и др.
Конструкцията на главата на скалния чук е такава, че тя не може да се отдели от дръжката. Самата дръжка е оборудвана с ухо, през което чукът се прикрепя с тънко помощно въже към сбруята на катерача, за да не падне, ако случайно бъде изтърван по отвеса. Такава възможност не трябва да се подценява, особено по скални маршрути с по-висока категория на трудност, където биенето и ваденето на клинове като правило се осъществява в неудобна позиция, а оставането дори на един от катерачите без чук може да осуети изкачването и да постави свръзката в критична ситуация.